# Oomorphus
Oomorphus là một chi bọ cánh cứng trong họ Chrysomelidae.
Chi này được miêu tả khoa học năm 1831 bởi Curtis.

## Các loài
Chi này gồm các loài:
- Oomorphus concolor Sturm, 1807